# Anthurium filiforme
Anthurium filiforme är en kallaväxtart som beskrevs av Adolf Engler. Anthurium filiforme ingår i släktet Anthurium och familjen kallaväxter. Inga underarter finns listade.